# Гаварецька кераміка

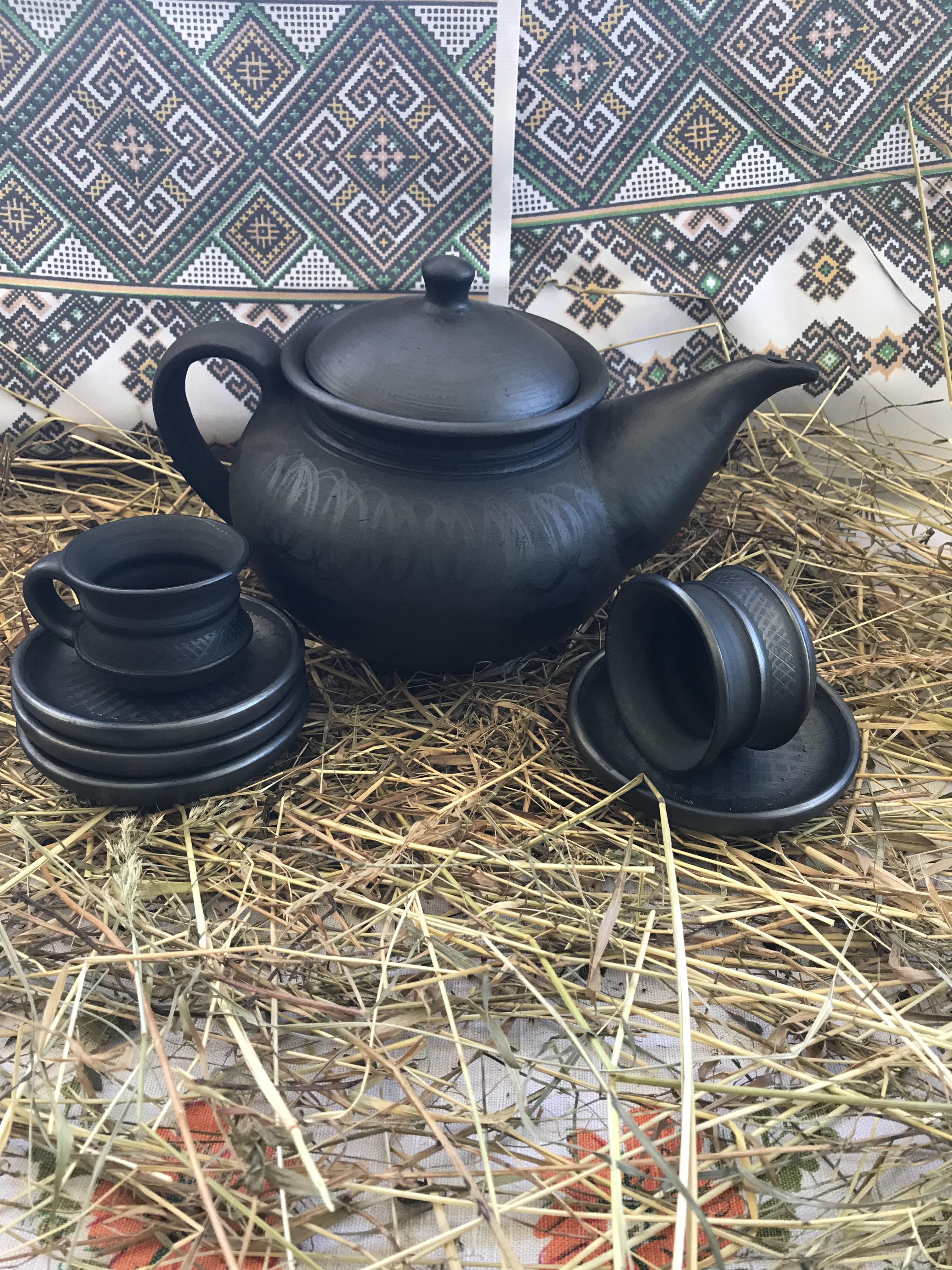
Робота Бакусевича Богдана

Гаваре́цька кера́міка — традиційний народний промисел чорнодимленої кераміки, розташований у селі Гавареччині Золочівського району Львівської області. 
Гончарні вироби — філіжанки, мисочки, джезви, глечики, вази, макітри, чанашниці, підсвічники, вазони — традиційно чорного і темно-сріблясного кольору. 

## З історії
На початку ХХ ст. у Гавареччині працювало понад 40 гончарів і майже 70 печей (у XIX ст. майстрів, за переказами, було понад сотні). З приходом радянської влади промисел починає швидко занепадати. Печі розвалювались, старі майстри помирали, не передаючи молоді свого уміння. Наприклад, у 1960-х рр. майстрів було 30, а в 1980-х залишилось лише 3—4. Однак промисел повністю не занепав. Так 1984 р. роботи гаварецького майстра Дмитра Вислинського завоювали золоту медаль на Міжнародній керамічній виставці в Фаєнці (Італія). Та цей успіх — радше виняток, аніж правило. 
Нині серед гавареччан — лише 4 гончарі, працюють 3 печі. 

## Відновлення промислу
На початку 1990-х рр. з ініціативи «Товариства Лева» побудували приміщення «Школи гончарства» (тепер воно потребує капітального ремонту). Планується створити музей, майстерні гончарів, які проводили б для туристів майстер-класи. В останнє десятиліття у селі працювали майстри-гончарі: Євген Бакусевич, Володимир Гарбузинський, Іван Луковський, Володимир Сушанський, Петро Лишньовський, Руслан Сінькевич. Деякі з них працюють донині.

## Фотографії

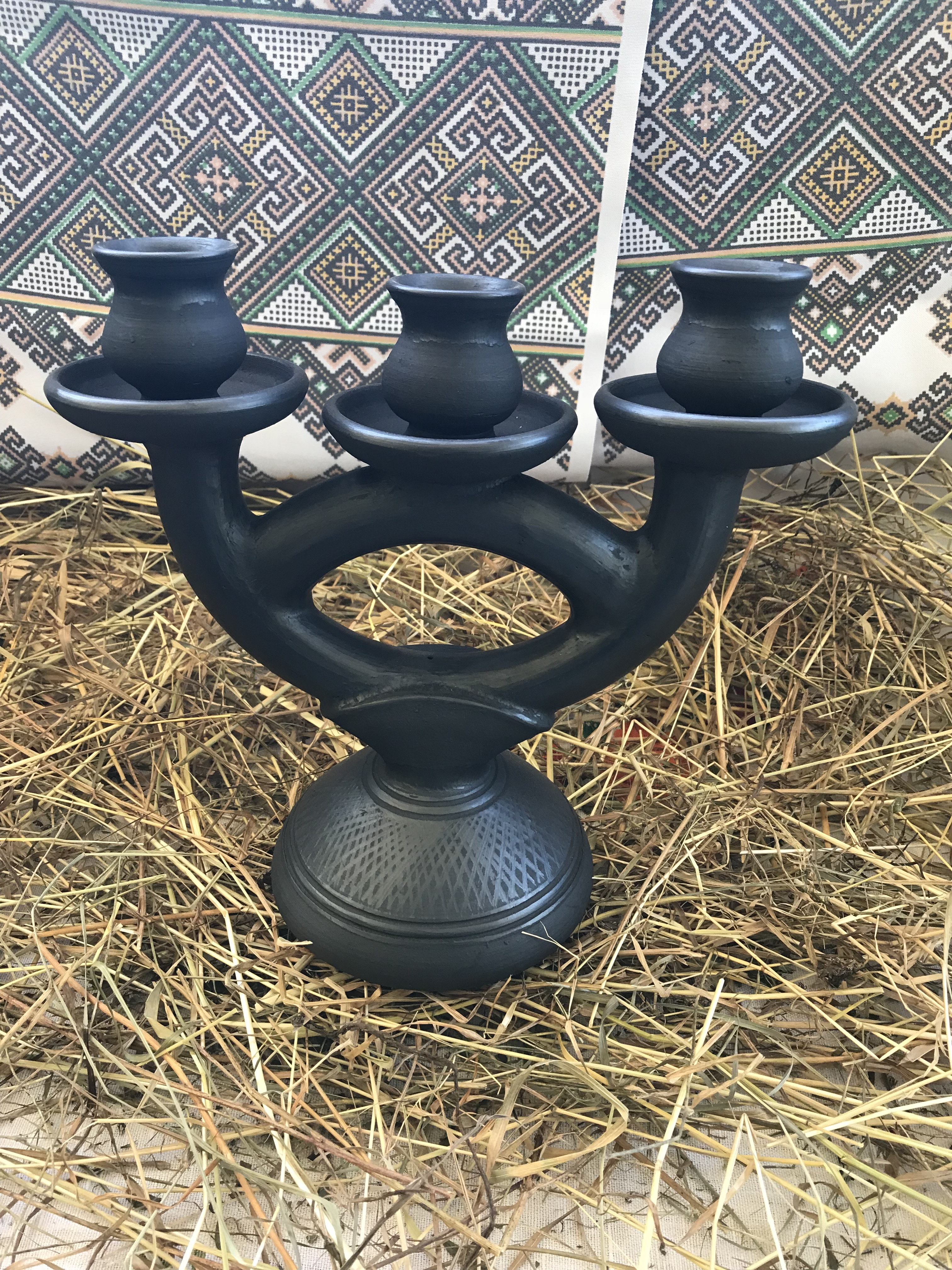
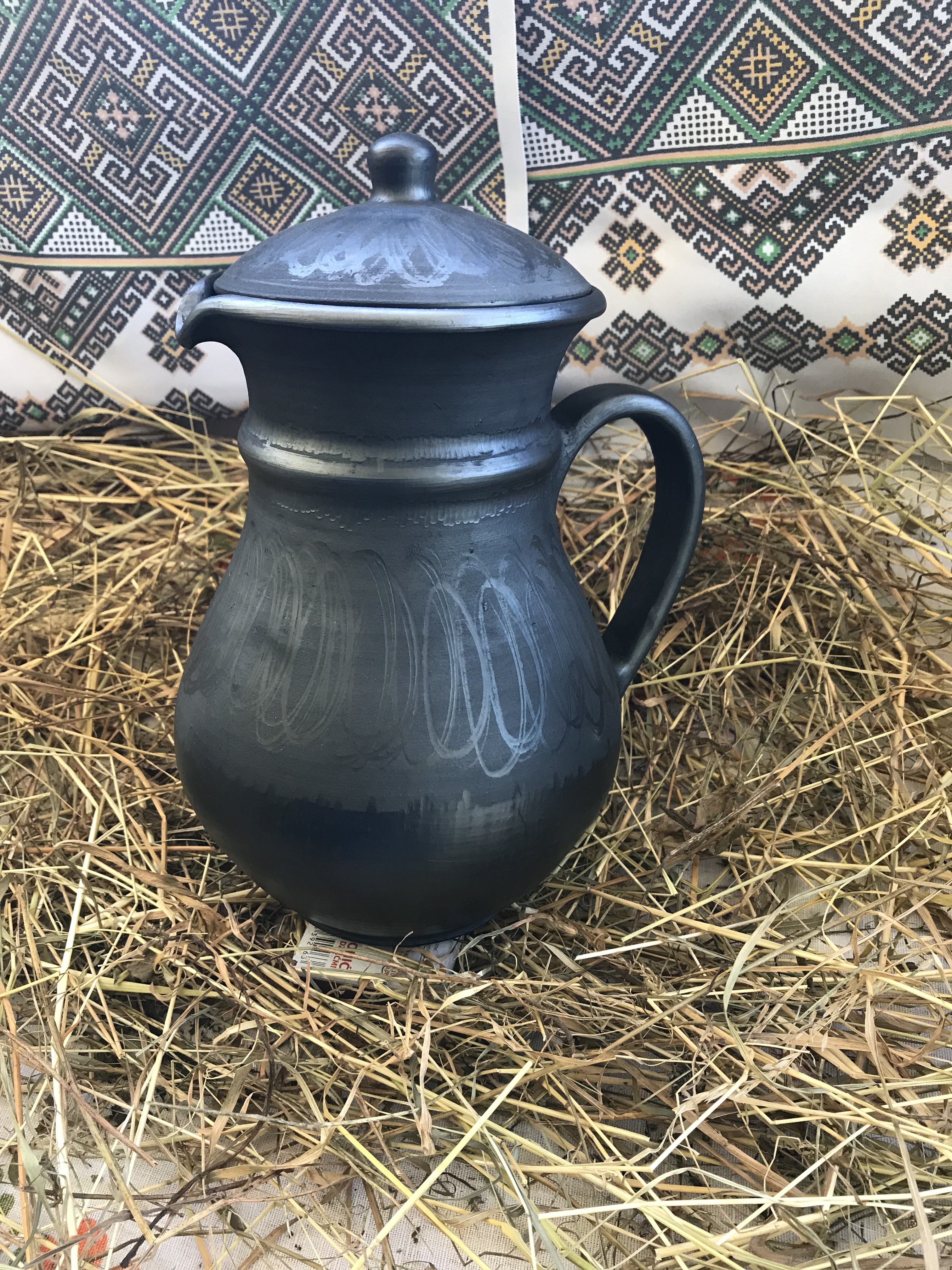
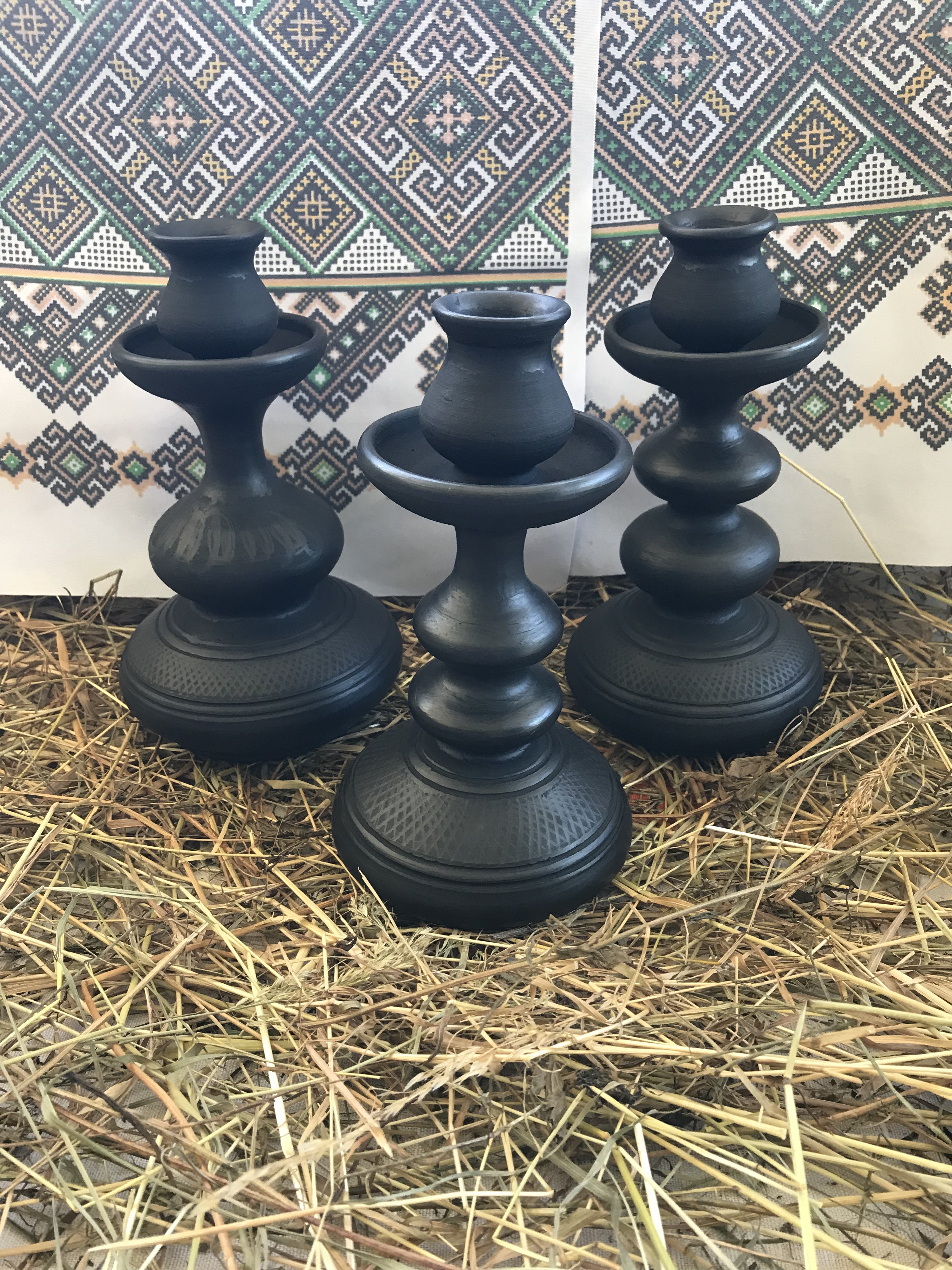
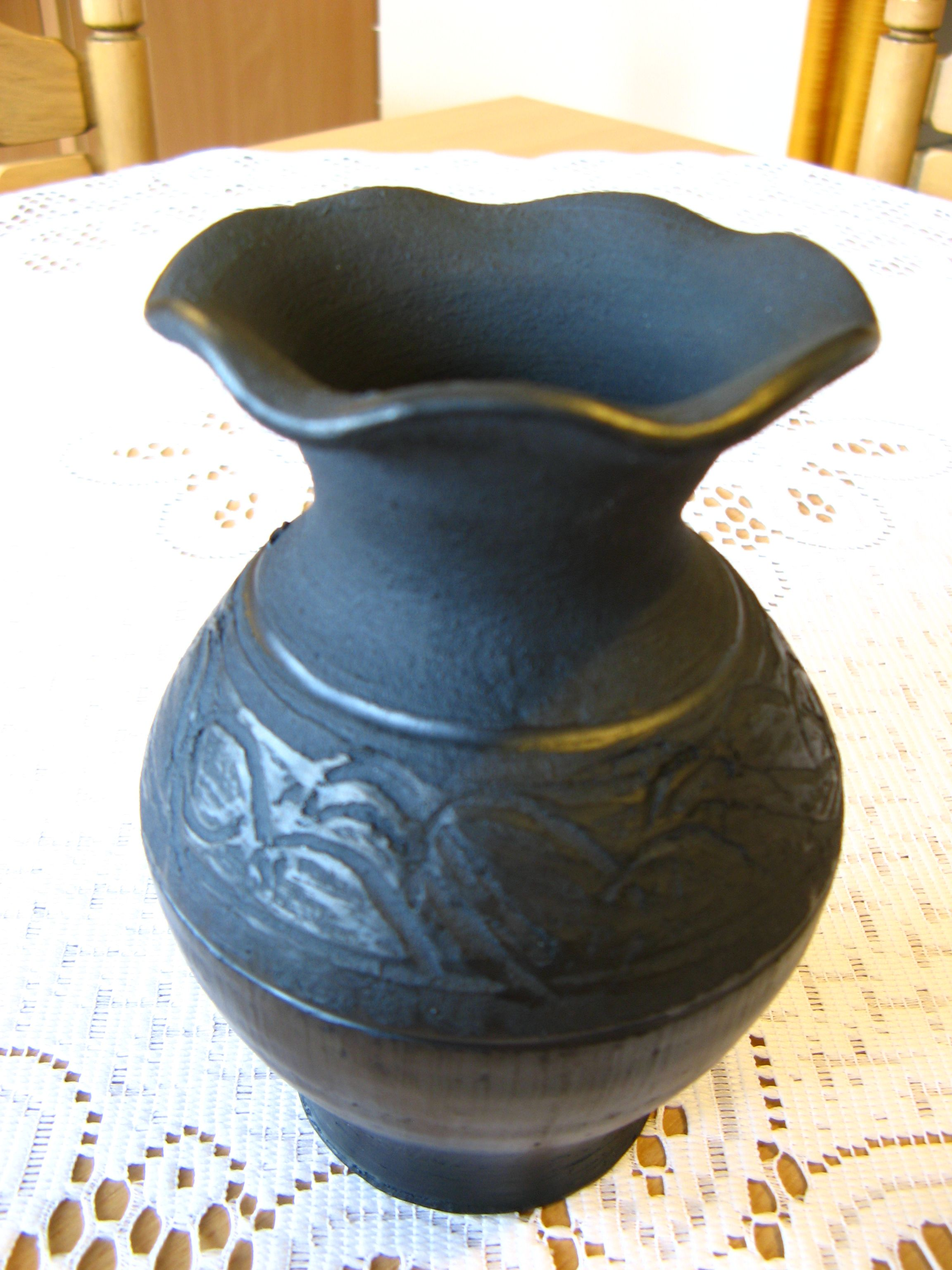

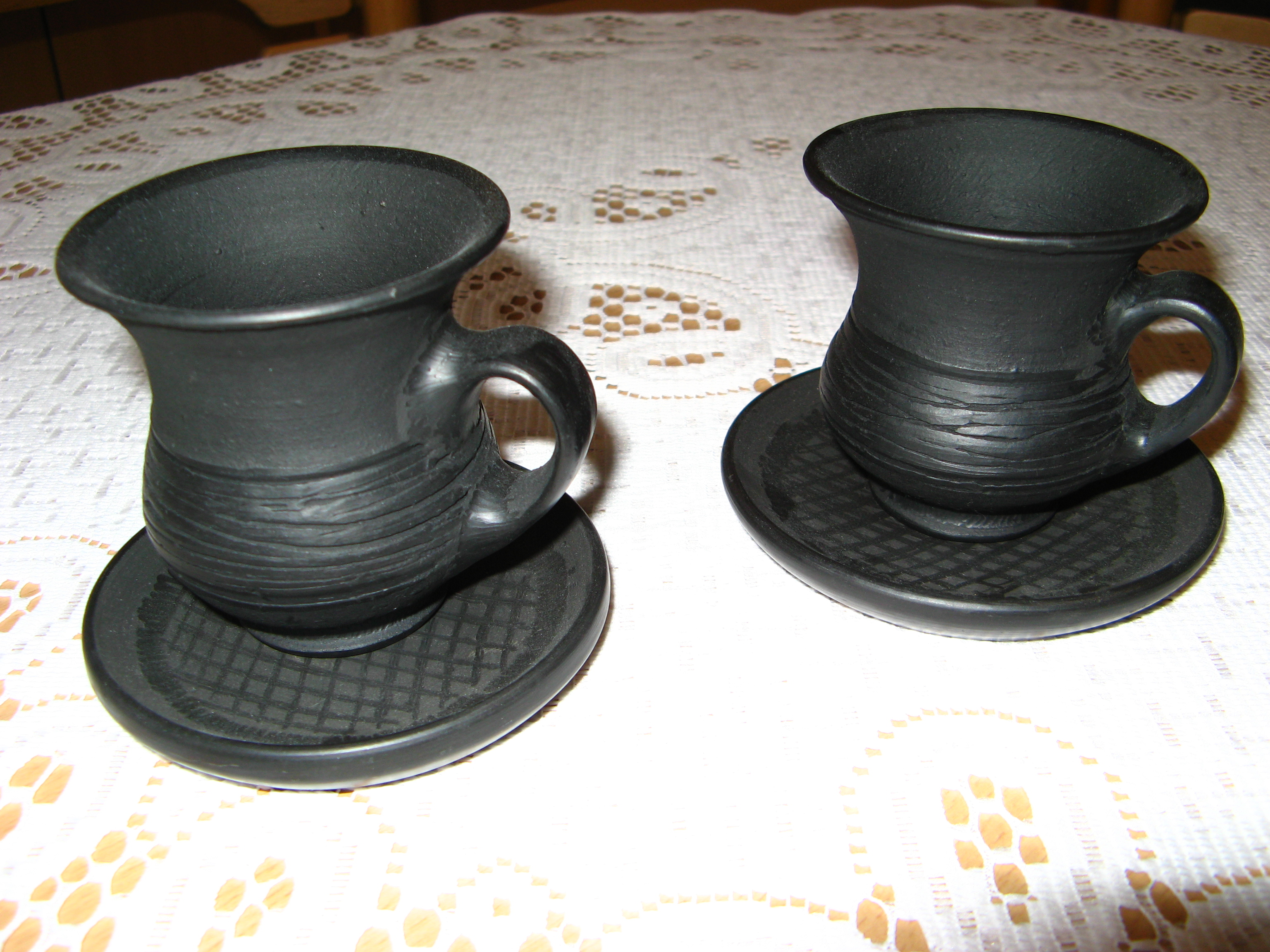
Гаварецькі філіжанки
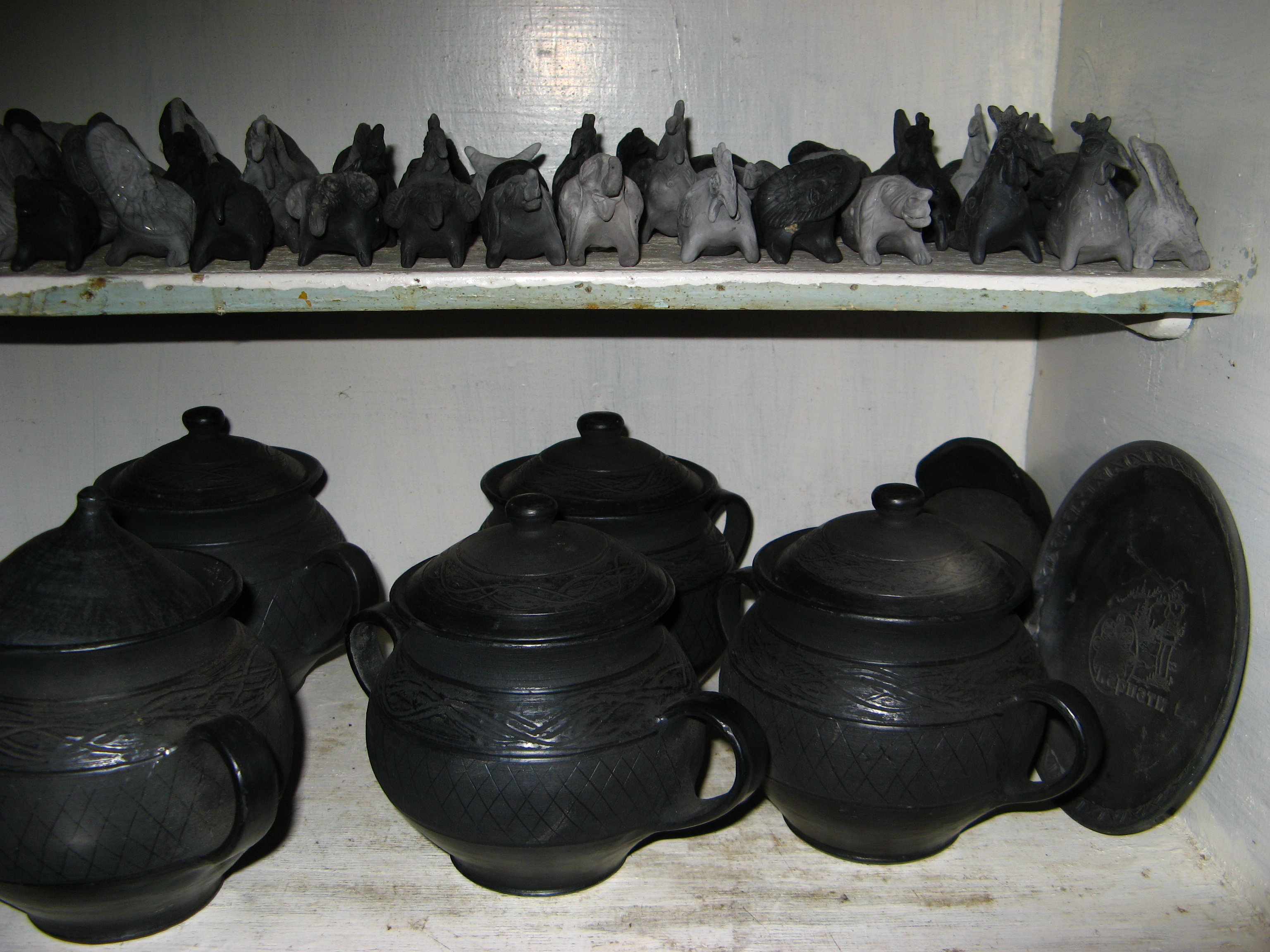
Сувеніри і чанашниці
Сушка виробів перед випалюванням
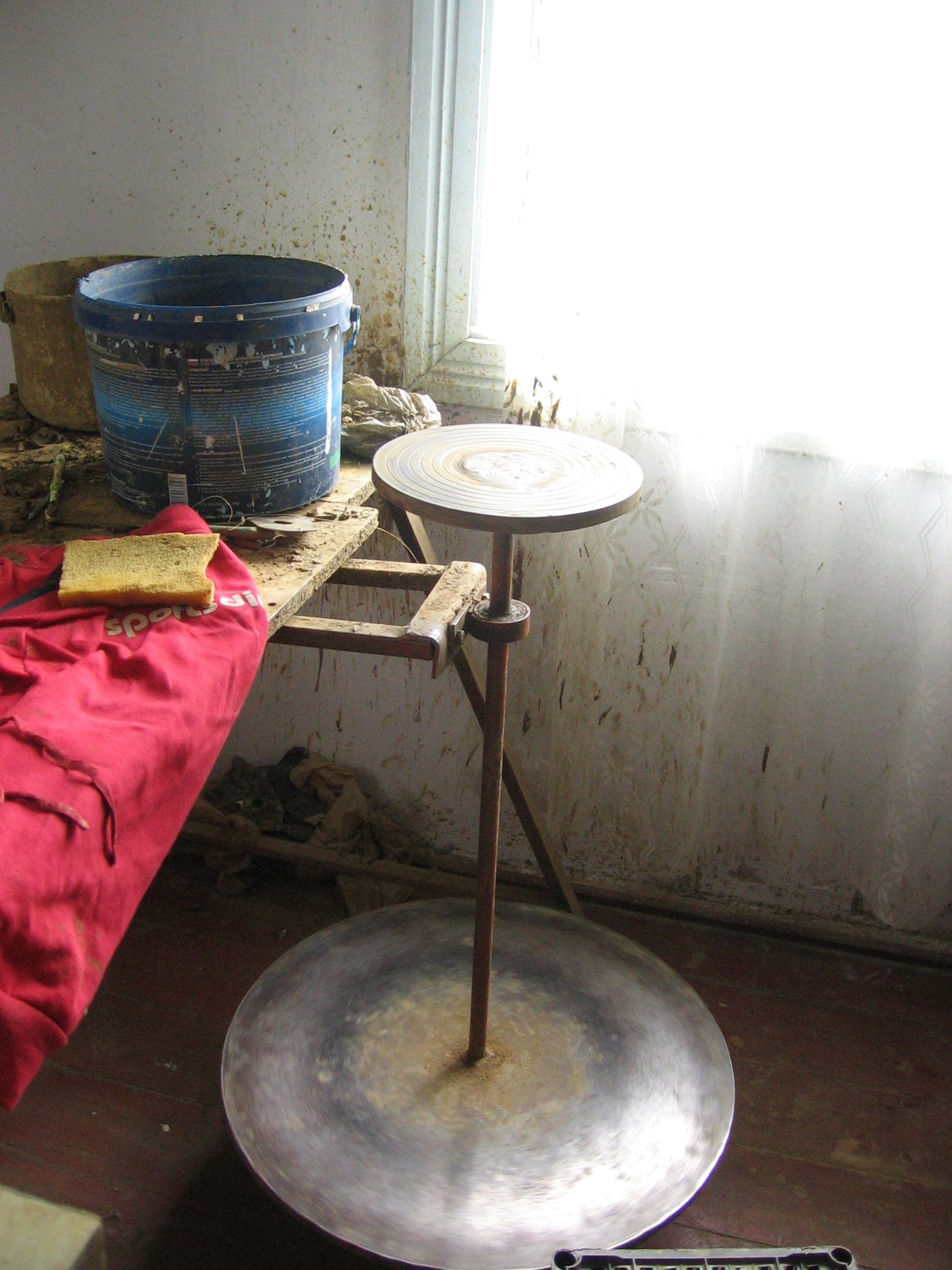
Гончарний круг
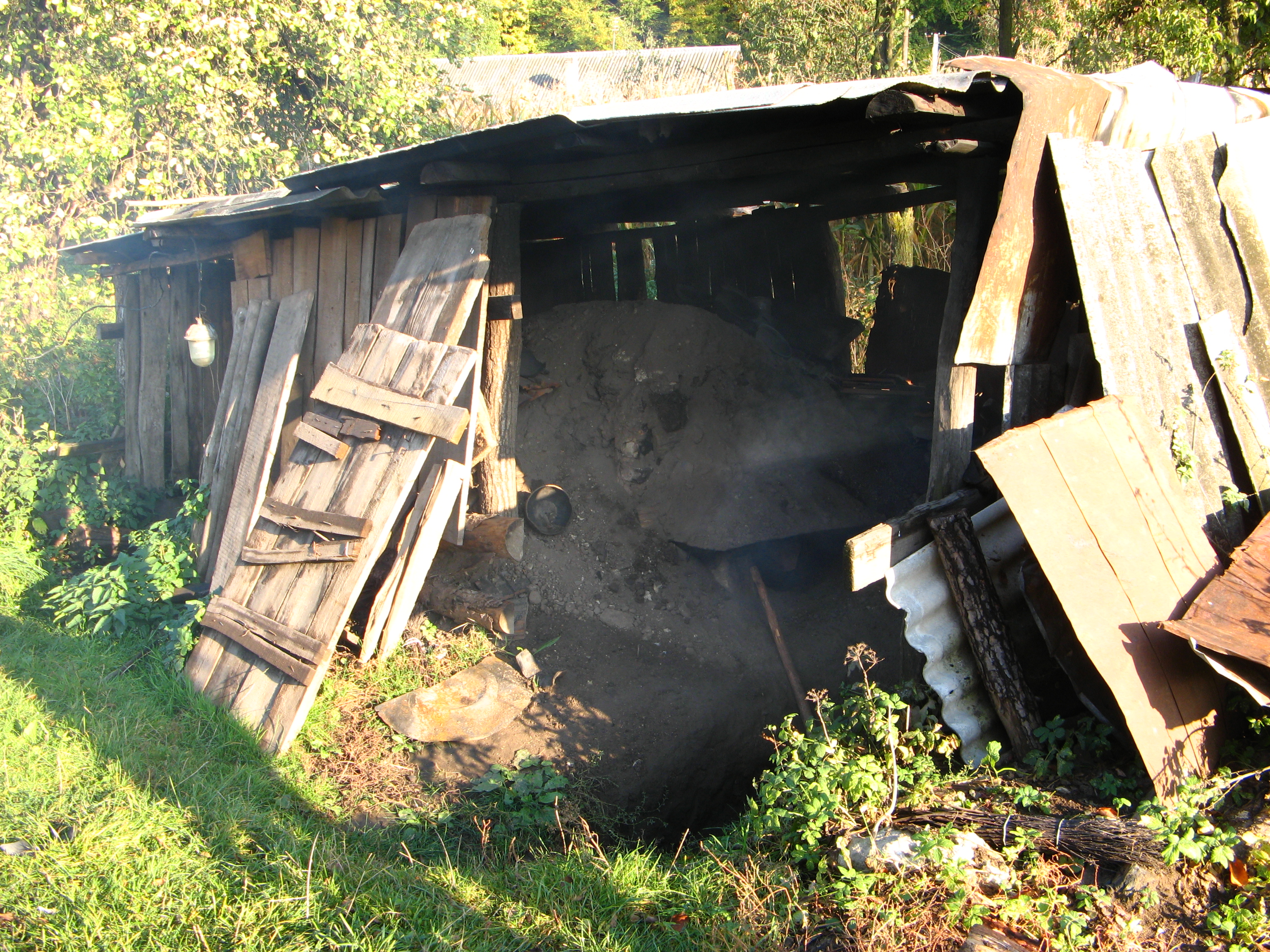
Піч
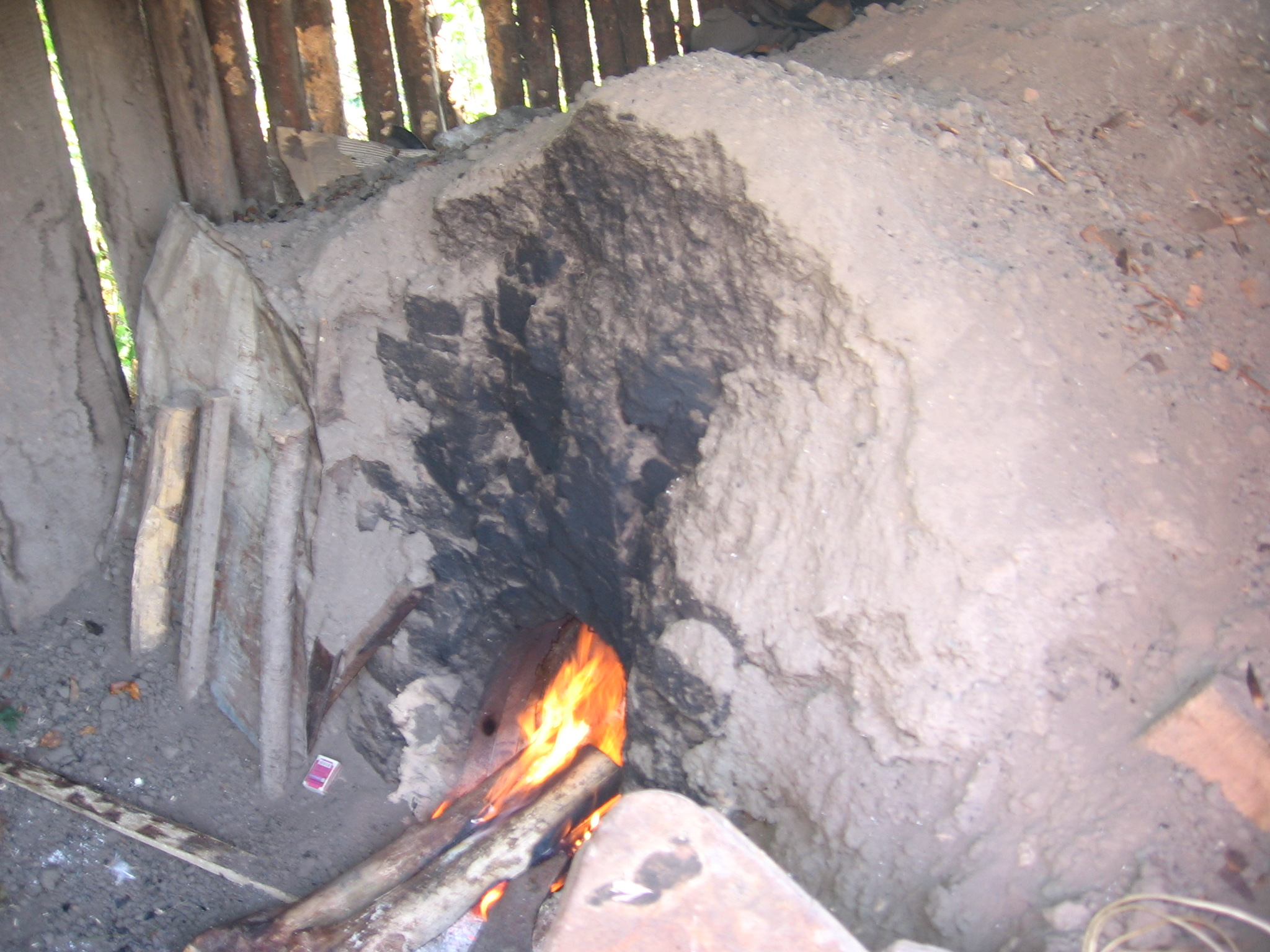
Іде процес випалювання